# Gerald Köhler

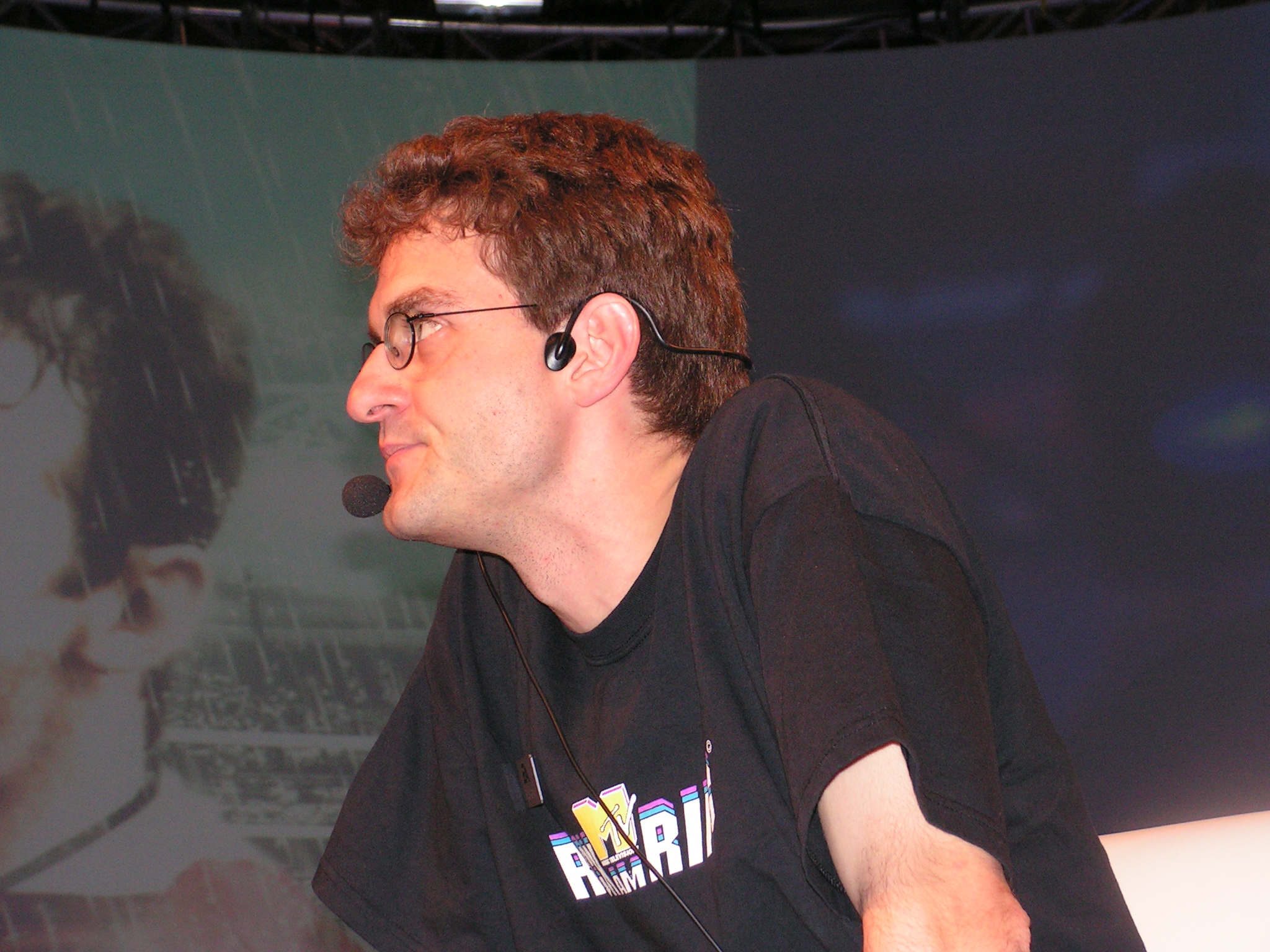
Gerald Köhler auf der Games Convention 2005 in Leipzig bei der Präsentation des Fußball Manager 2006

Gerald Köhler (* 30. März 1969 in Lauda-Königshofen) ist ein deutscher Game Designer und gilt als eine der prägenden Gestalten im Genre der Fußball-Managementsimulationen im deutschsprachigen Raum.

## Karriere
Köhlers Karriere war zunächst eng mit der Entwicklung der Fußball-Managementsimulation Anstoss verknüpft. Das Spiel entstand ursprünglich 1987 noch zu Köhlers Schulzeiten in Bad Mergentheim als Hobbyprojekt auf dem C64. Anschließend führte er das Projekt während seines BWL-Studiums unter dem Titel Kicker für den Atari ST fort. In diesem Zeitraum stieß der Gründer des deutschen Spieleentwicklers Ascon, Holger Flöttmann, auf den Titel und konnte Köhler für sein Unternehmen gewinnen. 1992 begann damit Köhlers Karriere als professioneller Spieleentwickler bei Ascon (ab Oktober 1996: Ascaron), wo er als kreativer Kopf den ersten Teil der Anstoss-Reihe sowie die ersten beiden Fortsetzungen entwickelte. Anstoss ist die bisher langlebigste Serie im Genre Fußball-Management und feierte in den 1990er-Jahren enorme Verkaufserfolge in Deutschland. 
Neben den ersten drei Anstoss Titeln entwickelte er für Ascaron nach der Anstoss World Cup Edition ein Remake des Klassikers Vermeer, welches 1997 erschien. Das Actionspiel-Remake Ballerburg wurde ebenfalls von Gerald Köhler noch im Hause Ascaron entwickelt. Es erschien jedoch erst 2001 als Köhler bereits für Electronic Arts tätig war.
Im April 2000 wechselten er und Anstoss-Chef-Programmierer Rolf Langenberg zum US-Publisher Electronic Arts und bauten in dessen deutscher Niederlassung in Aachen ein internes Studio auf. Das Studio entwickelte eine neue Fußball-Management-Serie, welche im Herbst 2001 mit dem Fußball Manager 2002 ihr Debüt feierte und schnell die Marke von 100.000 verkauften Exemplaren in Deutschland erreichte. Bis zum Herbst 2005 erschienen mehrere Upgrades der Fußball-Manager-Reihe, die sich über die Jahre zu einer der erfolgreichsten in Deutschland entwickelten Computerspiel-Serien entwickelte.
Anfang 2006 gründete Köhler zusammen mit Petr Vlcek und Thomas Schwan das unabhängige Entwicklungsstudio Bright Future. Dieses ging zu 100 % aus dem internen Electronic-Arts-Studio hervor, in dem Köhler seit 2000 beschäftigt war, und setzt die Arbeit an der Fußball-Manager-Serie fort. Durch die enge Partnerschaft durfte das Team die Lizenzen und die FIFA-Spiel-Engine von EA weiter nutzen. Im Herbst 2006 erschien der erste Titel unter neuer Flagge mit dem Namen Fußball Manager 07. Dieser Titel setzte den Erfolg der Serie fort und es konnten innerhalb weniger Wochen bereits 150.000 Exemplare im deutschsprachigen Raum verkauft werden. Einige Monate später legte der Entwickler die Erweiterung Fußball Manager 07: Verlängerung nach. Ein ähnlich großer Erfolg gelang ein Jahr später mit dem Fußball Manager 08. Die Verkaufszahlen der jeweiligen Version veröffentlicht EA regelmäßig auf der Webseite des Spiels. Im Jahr 2013 wurde die Serie Fußball Manager mit Version 14 eingestellt. Das Ende verkündete Gerald Köhler auf der offiziellen Internetseite. Begleitet wurde diese Einstellung unter heftiger Kritik an Version 14.
2017 legte Köhler die Geschäftsführung bei Bright Future nieder, blieb aber Creative Director. Im April 2018 beendete er seine Tätigkeit bei Bright Future und gründete im Juni 2018 zusammen mit Rolf Langenberg und Dirk Winter das Entwicklerstudio Winning Streak Games.
2021 erstellte er den Fußballmanager We Are Football.

## Ludografie
- Anstoss (Konzept und Game Design, Programmierung, 1993, Amiga, DOS)
- Anstoss 2 (Konzept und Game Design, Programmierung, 1997, Windows)
- Anstoss 3 (Konzept und Game Design, Programmierung, 2000, Windows)
- Ballerburg (Originalkonzept, 2001, Windows)
- Fußball Manager 2002 (Game Design, 2001, Windows)
- Fußball Manager 2003 (Game Design, 2002, Windows)
- Fußball Manager 2004 (Game Design, 2003, Windows, PlayStation 2, Xbox)
- Fußball Manager 2005 (Game Design, 2004, Windows, PlayStation 2, Xbox)
- Fußball Manager 06 (Game Design, 2005, Windows)
- Fußball Manager 07 (Game Design, 2006, Windows)
- Fußball Manager 07: Verlängerung (Game Design, 2006, Windows)
- Fußball Manager 08 (Game Design, 2007, Windows)
- Fußball Manager 09 (Game Design, 2008, Windows)
- Knigge – Spielend zum guten Benehmen (Game Design, 2009, Nintendo DS)
- Fußball Manager 10 (Game Design, 2009, Windows)
- Fußballfan – Das Spiel (Game Design 2010, Browser)
- Fußball Manager 11 (Game Design, 2010, Windows)
- We Are Football (Game Design, 2021, Windows)